# George DuBois Proctor
George DuBois Proctor est un scénariste américain né le 7 mai 1887 à Danvers (Massachusetts).

## Biographie
Après des études à Yale, il est d'abord journaliste. Il travaille comme rédacteur des pages cinéma du New York Morning Telegraph, puis comme rédacteur en chef de Motion Picture News. Il travaille comme scénariste pour Metro, Lasky, Gaumont ou Triangle.

## Filmographie
- 1914 : Captain Junior de Jay Hunt
- 1914 : The Colonel's Orderly de Jay Hunt
- 1914 : The Silent Messenger de Charles Giblyn
- 1915 : One Million Dollars de John W. Noble
- 1916 : A Cry at Midnight de Alexander Hall
- 1916 : The Lash de James Young
- 1916 : I Accuse de William F. Haddock
- 1916 : The Other Girl de Percy Winter
- 1917 : Framing Framers de Ferris Hartman
- 1917 : The Maternal Spark de Gilbert P. Hamilton
- 1917 : A Phantom Husband de Ferris Hartman
- 1917 : The Silent Partner de Marshall Neilan
- 1917 : Those Without Sin de Marshall Neilan
- 1917 : Une flétrissure (On Record) de Robert Z. Leonard
- 1917 : Each to His Kind de Edward LeSaint
- 1917 : The Evil Eye de George Melford
- 1918 : Heredity de William P.S. Earle
- 1918 : The Heart of a Girl de John G. Adolfi
- 1919 : The Spark Divine de Tom Terriss
- 1919 : The Love Defender de Tefft Johnson
- 1919 : The Crook of Dreams de Oscar Apfel
- 1919 : What Love Forgives de Perry N. Vekroff
- 1920 : Whispers de William P.S. Earle
- 1920 : Coureur de dot (The Fortune Teller), de Albert Capellani
- 1920 : In Walked Mary de George Archainbaud
- 1920 : Other Men's Shoes de Edgar Lewis
- 1921 : The Inside of the Cup de Albert Capellani
- 1921 : The Passionate Pilgrim de Robert G. Vignola
- 1923 : The Valley of Lost Souls de Caryl S. Fleming